# Felix Böhni
Felix Böhni (* 14. Februar 1958) ist ein ehemaliger Schweizer Leichtathlet, spezialisiert auf den Stabhochsprung. Er hielt mit 5,71 m seit 1983 den Schweizer Rekord in dieser Disziplin (am 10. Juli 2021 egalisiert von Dominik Alberto, am 8. Februar 2025 übertroffen von Valentin Imsand). Bei einer Körpergrösse von 1,90 m betrug sein Wettkampfgewicht 84 kg.

## Erfolge
- 1975: 2. Rang Junioren-Leichtathletik-Europameisterschaften
- 1976: Schweizer Meister
- 1977: 5. Rang Halleneuropameisterschaften; 2. Rang Junioren-Leichtathletik-Europameisterschaften; Schweizer Meister
- 1978: Schweizer Meister
- 1979: Schweizer Meister
- 1981: Schweizer Meister
- 1982: 9. Rang Leichtathletik-Europameisterschaften
- 1983: 10. Rang Leichtathletik-Weltmeisterschaften; Schweizer Meister
- 1984: 7. Rang Olympische Spiele
- 1985: Schweizer Meister

## Persönliche Bestleistungen
- Stabhochsprung: 5,71 m, 11. Juni 1983 in Bern